# Conseil de l'oblast de Jytomyr
8e
Le Conseil de l'oblast de Jytomyr est une assemblée élue de l'oblast de Jytomyr. Elle possède 64 membres. Elle ne possède pas d'initiative législative. La durée de chaque législature est de cinq ans.

## Composition
| Législature | Élection        | Composition                                                                                              | Président                           |
| ----------- | --------------- | --- | ----------------------------------- |
| 7e          | 25 octobre 2015 | Composition : - BBP (17) - VOB (13) - OB (7) - RPOL (6) - OS (6) - NP (5) - UKROP (5) - VOS (5)          | Anzhelika Labunska Volodymyr Shyrma |
| 8e          | 25 octobre 2020 | Composition : - SN (11) - NK (9) - ES (9) - OP (7) - ZM (en) (7) - P (6) - VOB (6) - RPOL (5) - SiCh (4) | Volodymyr Fedorenko                 |